# That Dirty Black Bag
That Dirty Black Bag es una serie de televisión del tipo Spaghetti Western creada por Mauro Aragoni, Silvia Ebreul y Marcello Izzo para AMC+. Cuenta con un reparto encabezado por Dominic Cooper, Travis Fimmel y Aidan Gillen. La serie de ocho episodios fue filmada en Italia, España y Marruecos, y se estrenó el 10 de marzo de 2022.

## Trama
En un pueblo lleno de cazarrecompensas, bandidos y sangrientas venganzas, Arthur McCoy es el sheriff incorruptible que intenta superar su turbulento pasado para imponer la ley y el orden a esta nueva frontera. Por otro lado está Red Bill, un solitario infame cazarrecompensas conocido por decapitar a sus víctimas y meter sus cabezas en una sucia bolsa negra. Cuando los caminos de estos dos hombres se cruzan, aprenden que en el salvaje oeste no hay héroes, nadie es invencible y los depredadores pueden convertirse en presas.

## Reparto
- Dominic Cooper como Arthur McCoy
- Douglas Booth como Red Bill
- Niv Sultan como Eva
- Guido Caprino como Bronson
- Christian Cooke como Steve
- Paterson Joseph como Thompson
- Rose Williams como Symone
- Zoe Boyle como Michelle
- Ivan Shaw como Kurt
- Eugene Brave Rock como el extraño
- Anna Chancellor como Hellen
- Aidan Gillen como mayordomo
- Travis Fimmel como Anderson
- Gaia Zampighi como Tara
- Nicolo Pasetti como Martín

## Episodios
| N.º en serie | Título                           | Dirigido por   | Escrito por                                                 | Fecha de emisión original |
| ------------ | -------------------------------- | -------------- | ----------------------------------------------------------- | ------------------------- |
| 1            | «A Head Weighs Less Than a Body» | Mauro Aragoni  | Mauro Aragoni, Silvia Ebreul, Marcello Izzo                 | 10 de marzo de 2022       |
| 2            | «Prisoner»                       | Brian O'Malley | Mauro Aragoni, Silvia Ebreul, Marcello Izzo                 | 17 de marzo de 2022       |
| 3            | «Alliances»                      | Mauro Aragoni  | Mauro Aragoni, Silvia Ebreul, Marcello Izzo                 | 24 de marzo de 2022       |
| 4            | «Genesis»                        | Brian O'Malley | Mauro Aragoni, Silvia Ebreul, Marcello Izzo                 | 31 de marzo de 2022       |
| 5            | «Justice»                        | Mauro Aragoni  | Mauro Aragoni, Silvia Ebreul, Marcello Izzo, Fabio Paladini | 7 de abril de 2022        |
| 6            | «To Hell»                        | Brian O'Malley | Mauro Aragoni, Silvia Ebreul, Marcello Izzo, Fabio Paladini | 14 de abril de 2022       |
| 7            | «The Plan»                       | Mauro Aragoni  | Mauro Aragoni, Silvia Ebreul, Marcello Izzo, Fabio Paladini | 21 de abril de 2022       |
| 8            | «The Great Duel»                 | Brian O'Malley | Mauro Aragoni, Silvia Ebreul, Marcello Izzo, Fabio Paladini | 28 de abril de 2022       |

## Producción
En diciembre de 2019, Mediawan anunció que se había incorporado para distribuir That Dirty Black Bag, en la que había estado durante varias etapas de desarrollo a lo largo de varios años. En junio de 2021, BRON Studios y Palomar anunciaron que las estrellas de la serie serían Dominic Cooper y Douglas Booth y que el reparto de la serie también se anunciaría al mismo tiempo. La serie está creada por el cineasta italiano Mauro Aragoni, que coescribió la serie con Silvia Ebreul, Marcello Izzo y Fabio Paladini. Los directores de la serie son Brian O'Malley y Aragoni. En noviembre de 2021, AMC+ anunció que había adquirido That Dirty Black Bag. La serie de 8 capítulos se está produciendo en inglés con tres temporadas ya planificadas.